# Laister-Kauffman XCG-10
«Лейстер-Кауффман» XCG-10 також «Лейстер-Кауффман» CG-10 «Троянський кінь» (англ. Laister-Kauffman CG-10 Trojan Horse) — американський військово-транспортний планер часів Другої світової війни.

## Зміст
Зі збільшенням обсягу перевезених вантажів у Повітряних силах армії США виникла потреба у новому транспортному планері більшої місткості і вантажопідйомності. За розробку такого апарату взялася фірма Laister-Kauffmann, перший проект якої XCG-10 передбачав перевезення 30 осіб. Незабаром вимоги змінилися і проект переробили — в новому варіанті XCG-10A планер міг перевозити 42 людини, 155-мм гаубицю або 2,5-тонну вантажівку. Розміри вантажного відсіку становили 9150 × 2140 × 2590 мм з великими стулками у хвості фюзеляжу і окремими дверима по бортах. Для буксирування планера передбачалося використовувати літаки C-46 і C-54.
30 квітня 1944 року прототип XCG-10A передали на випробування. Випробування в польоті закінчилися з позитивними результатами і було вирішено розпочати серійне виробництво. Було розпочато будівництво 10 передсерійних одиниць планера під позначенням YCG-10, з яких 6 було побудовано. Перед закінченням війни передбачалося побудувати 990 планерів, які повинні були застосовуватися в запланованій операції проти Японії. Проте, через капітуляцію Японії програма була скасована, вдалося випустити лише 90 одиниць планерів.